# Saison 9 des Enquêtes de Murdoch
Chronologie
Saison 8 Saison 10
La neuvième saison des Enquêtes de Murdoch est constituée de dix-huit épisodeset d'un épisode spécial.

## Synopsis
Murdoch tente de prouver l'innocence de Crabtree, emprisonné pour meurtre. Un coup de feu est tiré pendant la conférence de Mark Twain, un tueur drogue et poignarde ses victimes, le gouvernement canadien reçoit une demande de rançon, un conseiller municipal est assassiné et une vieille connaissance de Murdoch est tuée. Un vol est commis à la banque alors que Murdoch s'y trouve.

## Distribution

### Acteurs principaux
- Yannick Bisson (VF : Jean-Philippe Puymartin) : Détective William Murdoch
- Thomas Craig (VF : Patrice Dozier) : Inspecteur Thomas Brackenreid
- Jonny Harris (VF : Luc Arden) : Agent George Crabtree
- Hélène Joy (VF : Dominique Westberg) : Dre Julia Ogden
- Lachlan Murdoch (VF : Philippe Bozo) : Agent Henry Higgins

### Acteurs récurrents
- Arwen Humphreys (VF : Marie-Laure Dougnac) : Margaret Brackenreid (5 épisodes)
- Georgina Reilly (VF : Barbara Delsol) : Dre Emily Grace (3 épisodes)
- Rothaford Gray : William Peyton Hubbard (2 épisodes)
- Kristian Bruun (VF : Cédric Dumond) : Agent Augustus « Slugger » Jackson (4 épisodes)
- Mouna Traoré (VF : Justine Berger) : Rebecca James (12 épisodes)
- Alex Paxton-Beesley (VF : Barbara Beretta) : Winifred « Freddie » Pink (2 épisodes)
- Sara Mitich (VF : Pauline Moingeon-Vallès) : Lillian Moss (3 épisodes)

### Invités
- Peter Stebbings (VF : Alexis Victor) : James Pendrick
- Peter Keleghan (VF : Lionel Henry (acteur)) : Terrence Meyers
- Matthew Bennett (VF : Bertrand Liébert) : Allen Clegg
- Nigel Bennett (VF : Georges Claisse) : Percival Giles, Chef du service de police
- Charles Vandervaart (VF : Maxime Baudouin) : John Brackenreid
- Jayden Greig (en) : Bobby Brackenreid
- Peyton Kennedy : Mary Pickford
- William Shatner : Mark Twain
- Valerie Buhagiar : Carrie Nation
- Rémy Girard : Joseph-Elzéar Bernier
- Kevin Jubinville (en) (VF : Constantin Pappas) : George Lyon
- Alison Louder (VF : Marie Nonnenmacher) : Lucy Maud Montgomery
- Brad Rudy : Edmund E. Sheppard
- Erin Agostino (VF : Victoria Grosbois) : Nina Bloom

## Liste des épisodes
1. Coupable
2. Qui veut la peau de Samuel Clemens ?
3. De surprise en surprise
4. De cuivre et d'os
5. Compte à rebours
6. Prohibition
7. Souvenez-vous… l'été 75
8. Vapeurs d'opium
9. Barboteurs et barboteuses
10. Oh Capitaine, mon capitaine
11. Meurtre sur le Fairway
12. Amours malheureuses
13. Un monde en noir et blanc
14. L'enfant sauvage
15. Pour le gîte et le couvert
16. Tel est pris qui croyait prendre
17. Honneur et réputation
18. Un peu, beaucoup, à la folie

### Spécial:Une légende de Noël
- Canada : 21 décembre 2015 sur CBC
- France : 20 décembre 2015 sur France 3

- Canada : 2.00 millions de téléspectateurs
- France : 3.65 millions de téléspectateurs

- Thomas Craig : Père de Brackenreid
- Brendan Coyle : Rankin
- Kelly Rowan : Millicent McGowan
- Peter Mansbridge : Aide du maire
- Edward Asner : Kris Kringle
- Randal Edwards : Robert Kratchit
- David Huband : Maire Clarkson
- Jenny Young : Employé de Sick's Kids
- Drew Davis : Kenneth
- Alexander Davis : Jeune Brackenreid
- Marvin Kaye : Boucher
- Gavin Williams : Clochard
- Helen King : Serviteur de Lynch
- Geoffrey Antoine : Gardien du terrain
- Olivia Barrett : Mère
- Steve Boleantu : Ouvrier du Carnaval
- John Mallett : Journaliste #1
- Chris Boyle : Journaliste #2
- Tamara Bernier : Tante Azalia
- Makenna Beatty : Petite fille
- Jason Riley Scher : Enfant
- Rod Campbell : Majordome McGowan
- Leah Black : Grand-mère
- Jennifer Gee : Passante
- Keller Viaene : Fille #1
- St. Michael's Choir School (en) : Eux-mêmes
- The Baker Street Victorian Carollers : Chanteurs de Noël
- Richard Crossman : Chanteur de Noël (non-crédité)
- Brandon Sullivan : Enfant malade (non-crédité)
- Ken Watson : Chanteur de Noël (non-crédité)

### Épisode 1:Coupable
- Canada : 5 octobre 2015 sur CBC
- France : 28 août 2016 sur France 3

- Canada : 1.27 millions de téléspectateurs
- France : 3.17 millions de téléspectateurs

- Tamara Hope : Edna Brooks
- Percy Hynes White : Simon Brooks
- Tony Munch : Julian Foster
- James Cade : Ted
- Luis Fernandes : Lester
- Brian Bisson : Pearson
- Brett McCaig : Garde #1
- Tim Finnigan : Garde #2
- Lorne Hunter : Parieur prisonnier
- Jennifer Higgin : Mme. Pearson
- Kimberley Shoniker : Mme. Roper
- Kyle Mitchell : Mr.Suffock
- Brayden Jones : Joseph Pringle
- David Alexander Miller : Archibald Brookes

### Épisode 2:Qui veut la peau de Samuel Clemens?
- Canada : 12 octobre 2015 sur CBC
- France : 28 août 2016 sur France 3

- France : 3.03 millions de téléspectateurs

- Ian D. Clark : Clarence Eldridge
- Lorne Kennedy : Wendel Wilson
- Ross Mason : Richard Fanshaw
- Brian Hamman : Owens
- Matthew Donovan : Branaugh
- Kevin McGarry : Benson
- Peter Cockett : Randolf Hendrickson
- Bree Wasylenko : Clarissa Eldridge

### Épisode 3:De surprise en surprise
- Canada : 26 octobre 2015 sur CBC
- France : 4 septembre 2016 sur France 3

- Canada : 1.19 millions de téléspectateurs
- France : 3.14 millions de téléspectateurs

- Joanne Boland : Sadie Elms
- Jamie Spilchuk : Daniel Miles
- Jonathan Eliot : Nicholas Horsely
- Alden Adair : Agent Conroy
- Peter Michael Dillon : Wayland Porter

### Épisode 4:De cuivre et d'os
- Canada : 2 novembre 2015 sur CBC
- France : 11 septembre 2016 sur France 3

- Canada : 1.35 millions de téléspectateurs
- France : 3.39 millions de téléspectateurs

- Louisa Lytton : Ginny Beasley
- Richard Fitzpatrick : James Kirkham
- Gordon Bolan : Père Raymond
- Courtney Deelen : Cora
- Peter Young Jarvis : Citoyen protestant
- Regan Elizabeth Brown : Mère
- Markus Radan : Tommy Baker
- Joe Silvaggio : Clochard

### Épisode 5:Compte à rebours
- Canada : 9 novembre 2015 sur CBC
- France : 18 septembre 2016 sur France 3

- Canada : 1.29 millions de téléspectateurs
- France : 3.14 millions de téléspectateurs

- Christine Horne : Svetlana Tsiolkofsky
- Brian Paul : Sir Wilfred Laurier
- John Cleland : Lester Mogg
- Jonathan Goldapple : Homme mystérieux

### Épisode 6:Prohibition
- Canada : 16 novembre 2015 sur CBC
- France : 25 septembre 2016 sur France 3

- Canada : 1.26 millions de téléspectateurs
- France : 3.64 millions de téléspectateurs

- Maxwell McCabe-Lokos : Liam Bertram
- Roark Critchlow : Charles Cutter
- Riley Gilchrist : Leopold Buck
- Jason Bryden : Révérend Shore
- Tara Koehler : Mme. Slauson
- Clyde Whitham : Conseiller Arthur Slauson

### Épisode 7:Souvenez-vous… l'été 75
- Canada : 23 novembre 2015 sur CBC
- France : 2 octobre 2016 sur France 3

- Canada : 1.40 millions de téléspectateurs
- France : 3.39 millions de téléspectateurs

- John Paul Ruttan : Jeune William Murdoch
- Ella Querin : Jeune Freddie Pink
- Jason Jazrawy : Mr. Collins
- Darryl Hopkins : Agent Dale Dobson
- Pierre Simpson : Jacques Devereaux
- Geoffrey Pounsett : Edwin Clarke
- Lawrence Bayne : Joe Huggins
- Trek Buccino : Jeune Jacques Devereaux
- Tristan Culbert : Jeune Edwin Clark
- Sam Herrington : Jeune Hamish McTavish
- Leo Vernik : Hamish McTavish
- M.E. Lewis : Mr. Richmond

### Épisode 8:Vapeurs d'opium
- Canada : 30 novembre 2015 sur CBC
- France : 2 octobre 2016 sur France 3

- Canada : 1.24 millions de téléspectateurs
- France : 3.07 millions de téléspectateurs

- Scott McCord : Professeur Aldous Lawrence
- Haley McGee : Susan Trent
- Kjartan Hewitt : Matthew Trent
- Leeah Wong : Ling Lawrence
- Wayne Burns : Gregory Cummings
- David Jansen : Dr. Louis Sutton
- Jane Luk : Apothicaire chinoise
- Pete Alexander : Byron Sutton

### Épisode 9:Barboteurs et barboteuses
- Canada : 11 janvier 2016 sur CBC
- France : 9 octobre 2016 sur France 3

- Canada : 1.48 millions de téléspectateurs
- France : 3.04 millions de téléspectateurs

- Martin Julien : John Mortimer
- Rupert Simonian : Nigel Braxton
- Zoe Cleland : Joanne Perly
- Sandy Jobin-Bevans : Mr. Sloan
- Jonathan Potts : Thornton Bruce
- Catherine Fitch : Catherine Tweedale
- Lindsay Owen Pierre : Alvin Lester
- Hannah Miller : Nicole Henry
- Nikki Duval : Effie Nolan
- Merle Newell : Femme de l'orphelinat

### Épisode 10:Oh Capitaine, mon capitaine
- Canada : 18 janvier 2016 sur CBC
- France : 9 octobre 2016 sur France 3

- Canada : 1.49 millions de téléspectateurs
- France : 2.86 millions de téléspectateurs

- Johnny Issaluk : Nuniq
- Luke Humphrey : Julian Philips
- Ian Matthews : Bjorn Nordenskjold
- David Tompa : Derek Frewen
- Stephen Arbuckle : Foster Blair
- Briana Caitlyn Palmer : Sally

### Épisode 11:Meurtre sur le Fairway
- Canada : 25 janvier 2016 sur CBC
- France : 16 octobre 2016 sur France 3

- Canada : 1.41 millions de téléspectateurs
- France : 3.64 millions de téléspectateurs

- Cyrus Lane : Roger Newsome
- Steve Cumyn : Devin Sanders
- Daniel DeSanto : Alan Driscoll
- Jimi Shlag : Wilbur Benedict
- Mark Weatherly : Virgil Graydon
- Sweeney MacArthur : MacIver
- Daryn McIntyre : James Benedict

### Épisode 12:Amours malheureuses
- Canada : 1er février 2016 sur CBC
- France : 16 octobre 2016 sur France 3

- Canada : 1.50 millions de téléspectateurs
- France : 3.24 millions de téléspectateurs

- Leslie Hope : Elizabeth Cummersworth / Elizabeth Pym
- Mimi Kuzyk : Judith Baxter
- Mag Ruffman : Eunice
- Richard Ausar Stewart : Samuel Birkett
- W. Joseph Matheson : Fergus Dexter
- Dan Abramovici : Mr. Power
- Tim Walker (en) : Mr. Jarvis
- Ian Matheson : Ministre
- Andy Pogson : Howard
- Thom Vernon : Raymond
- Dennis Cutts : Oliver Pym
- Sochi Fried : Doris Pym

### Épisode 13:Un monde en noir et blanc
- Canada : 8 février 2016 sur CBC
- France : 23 octobre 2016 sur France 3

- Canada : 1.49 millions de téléspectateurs
- France : 3.27 millions de téléspectateurs

- Leah Doz : Gloria Thomson
- Jordan Johnson-Hinds : Nate Desmond
- Richard Clarkin : Chef de la police Davis
- Sandra Caldwell : Geraldine Desmond
- Romaine Waite : Pasteur Solomon Earle
- Lamont James : Isaac Lowry
- Cody Ray Thompson : Andrew Thomson
- Mark Walker : Frank Parker
- Chris Handfield : Maitre D'
- Nic Rhind : Chef

### Épisode 14:L'enfant sauvage
- Canada : 22 février 2016 sur CBC
- France : 23 octobre 2016 sur France 3

- Canada : 1.42 millions de téléspectateurs
- France : 3.06 millions de téléspectateurs

- Jordan Todosey : Fen
- Michael Hough : Mick Travis
- Mark Irvingsen : Mr. Hewitt
- David Patrick Flemming : Harold Connor
- Jaeden Noel : Galopin
- Curtis Parker : Hugo de Jaager
- Ryan Brownlee : Clochard

### Épisode 15:Pour le gîte et le couvert
- Canada : 29 février 2016 sur CBC
- France : 30 octobre 2016 sur France 3

- Canada : 1.50 millions de téléspectateurs
- France : 3.18 millions de téléspectateurs

- Richard Clarkin : Chef de la police Davis
- Meegwun Fairbrother : John Dempsey
- Thomas Mitchell : Agent Frank Peakes
- Jason Martorino : Sid Adair
- Tyler McMaster : Fred Wardell
- Peter DaCunha : Ewan Gallacher
- Daniela Vlaskalic : Mère
- Peter Millard : Commissaire
- Trent McMullen : Sawmill Manager
- Alyson Court : Mrs. Candace Riley
- Peter Valdron : Mr. Riley
- Elias Scoufaras : Jefferson Brick

### Épisode 16:Tel est pris qui croyait prendre
- Canada : 7 mars 2016 sur CBC
- France : 30 octobre 2016 sur France 3

- Canada : 1.36 millions de téléspectateurs
- France : 2.84 millions de téléspectateurs

- David Hewlett : Dilbert Dilton
- Richard Clarkin : Chef de la police Davis
- Neil Crone : Procureur principal de la Couronne Gordon
- Craig Brown : Eddie Crawford
- Mihály Szabados : Vidor Szabo
- Gray Powell : Agent Jenson
- Neil Davison : Vitrier
- Michael Levinson : Vendeur de journaux
- Andrew Fleming : Vitrier

### Épisode 17:Honneur et réputation
- Canada : 14 mars 2016 sur CBC
- France : 6 novembre 2016 sur France 3

- Canada : 1.36 millions de téléspectateurs
- France : 3.83 millions de téléspectateurs

- Katy Breier : Lydia Hall
- Austin Di Iulio : Joe Falcone
- Hannah Cheesman : Mme. Sachs
- Charlie Gallant : Miles Hart
- Tayo Jacobs : Barman
- Patrick McManus : Détective Harvey Walker
- Michael A. Miranda : Giuseppe Falcone
- David Fraser : Chef
- Sidonie Wybourn : Hermione Greenhammer

### Épisode 18:Un peu, beaucoup, à la folie
- Canada : 21 mars 2016 sur CBC
- France : 6 novembre 2016 sur France 3

- Canada : 1.54 millions de téléspectateurs
- France : 3.65 millions de téléspectateurs

- Daiva Johnston : Eva Pearce
- Sean Arbuckle : Dr George Maharris
- Sean Harraher : Agent Worsley
- Josh Cruddas : Donald Chapman
- Ryan Reid : Liam McFarland
- Chris Baker : Donald Jones
- Al James : Smith
- Hilary Carroll : Emily Winters
- Elana McMurtry : Infirmière
- Kyle Meagher : Garçon
- Alastair Love : Homme
- Alexander Krstich : Chauffeur